# Klemen
Klemen Slakonja, également connu sous son seul prénom Klemen, est un acteur, chanteur et comédien slovène né le 3 juin 1985 à Brežice en Slovénie.

Il a acquis une notoriété en ligne grâce à ses sketches, réalisés la plupart du temps sous forme de clips musicaux, et ses imitations de personnalités telles que Slavoj Žižek, Donald Trump, le pape François, Vladimir Poutine ou encore Angela Merkel.
Il représente la Slovénie au Concours Eurovision de la chanson 2025, à Bâle en Suisse, avec sa chanson How Much Time Do We Have Left?.

## Jeunesse et débuts
Klemen Slakonja naît le 3 juin 1985 à Brežice, non loin de la frontière entre la Croatie et la Slovénie. En 2010, il obtient un diplôme de théâtre de l'Académie de théâtre, radio, cinéma et télévision de l'Université de Ljubljana,.

## Carrière
Sa carrière débute en 2007, lorsqu'il présente la cérémonie d'accueil du vice-champion du monde de lancer de marteau Primož Kozmus. Il se fait alors remarquer pour ses nombreuses imitations par l'animateur Edi Štraus, qui l'invite à participer à une émission radio satirique de l'animateur Sašo Hribar, intitulée Radio Ga Ga. Il participe ensuite à plusieurs émissions télévisées de ce même animateur, le rendant ainsi d'autant plus connu auprès du public slovène.
En 2010, il rejoint le Théâtre national slovène de Ljubljana, dont il reste membre jusqu'en 2018.
En 2011, il présente l'EMA, la sélection nationale slovène pour le Concours Eurovision de la chanson, et interprète un medley des chansons ayant représenté le pays jusqu'alors. En mai, en tant que porte-parole, il présente les résultats des votes du pays lors de la finale du Concours.
L'année suivante, en 2012, il présente Misija Evrovizija, la sélection nationale pour l'Eurovision 2012. À cette occasion, il réalise des imitations de Bono, Sting, James Blunt, le chœur des Petits Chanteurs de Vienne, Justin Bieber, Lenny Kravitz, le Harlem Gospel Choir, Lady Gaga et Chris Martin, avec une chanson intitulée Slovenia Will Win.
Il s'est ensuite fait connaître pour ses parodies de chansons célèbres, qu'il réalise dans ses émissions télévisées, Zadetek v petek et Je bella cesta,,. Parmi elles, la chanson JJ Style, une parodie de Gangnam Style faisant la satire des actions du gouvernement de Janez Janša, se démarque. Il en réalise un clip vidéo, qui totalise en deux jours 100 000 vues sur YouTube, et devient ainsi virale en Slovénie.
En 2016, son imitation de Vladimir Poutine avec une chanson intitulée Putin, Putout, qu'il réalise dans le contexte de l'EMA 2016 dont il est aussi le présentateur, atteint sur YouTube plus d'1,5 million de vues, seulement deux jours après sa publication,. En juillet 2017, ce nombre était monté jusqu'à 12 millions.
Six mois plus tard, il parodie Donald Trump, président des États-Unis, avec la chanson Golden Dump (The Trump Hump),.

En juillet 2017, il parodie la chancelière allemande Angela Merkel dans une autre chanson, initulée Ruf mich Angela. En outre, il imite d'autres célébrités comme les basketteurs Luka Dončić et Goran Dragić, le chef cuisinier Jamie Oliver, le pape François ou le philosophe Slavoj Žižek,,.
En 2020, il présente à nouveau l'EMA, et interprète en ouverture la chanson gagnante de l'Eurovision 2019, Arcade de Duncan Laurence. Lors de sa performance, un projecteur descend des cintres et tombe sur le piano, le faisant s'effondrer, ce qui fait tomber Klemen au sol. La retransmission est alors momentanément coupée. Klemen révèle plus tard que cet événement était une simple blague de sa part,.
En 2021, Klemen présente Kdo si ti? Zvezde pod masko, la version slovène du jeu télévisé Masked Singer.

### Eurovision 2025
En décembre 2024, Klemen est annoncé parmi les douze finalistes de l'EMA 2025. Sa chanson, intitulée How Much Time Do We Have Left?, est adressée à sa femme, l'actrice Mojca Fatur, qui a été diagnostiquée atteinte d'un syndrome myélodysplasique, dont elle est finalement parvenue à guérir.
À l'issue du premier tour de vote, il fait partie des deux candidats qualifiés pour le second tour, face à July Jones (en).

Il remporte ensuite le second tour, totalisant un peu plus des deux tiers des votes du public. Il devient donc le représentant de la Slovénie à l'Eurovision 2025, à Bâle en Suisse, mais il est éliminé lors de la première demi-finale.

## Vie privée
Klemen est en couple depuis 2011 avec l'actrice Mojca Fatur, avec qui il a deux fils: Ruj, né en 2012, et Lev, né en 2015.

## Discographie

### EP
- 2020 – Under My Xmas Tree
- 2021 – #TheMockingbirdMan

### Singles
- 2013 – The Perverted Dance (Cut The Balls)
- 2016 – Putin, Putout
- 2016 – Golden Dump (The Trump Hump)
- 2017 – Ruf mich An(gela)
- 2019 – My Name Is Luka
- 2021 – Modern Pope (#SpreadLove)
- 2025 – How Much Time Do We Have Left

## Télévision
- Hri-bar (TV SLO 1, 2007) (Imitateur)
- Nekega lepega popoldneva TV SLO 1, 2008) (Co-présentateur)
- Evrovizijska Melodija (TV SLO 1, 2011, 2016, 2020, 2025)(Présentateur de 2011 à 2020, candidat et vainqueur en 2025)
- Misija Evrovizija (TV SLO 1, 2012) (Présentateur)
- Zadetek v petek (TV 3 Medias, 2013) (Présentateur)
- Je bella cesta (POP TV, 2013) (Présentateur)
- Od blizu (TV SLO 2, 2016) (Invité)
- Zadnji večer s Klemnom Slakonjo (TV SLO 1, 2019) (Présentateur et artiste)
- Kdo si ti? Zvezde pod masko (Planet TV, 2021) (Présentateur)

## Radio
- Radio Energy (Radio Energy, 2007) – Imitateur
- Radio Ga Ga (Radio Slovenija 1, 2007) – Présentateur

## Filmographie

### Cinéma
- Osebna prtljaga, dir. Janez Lapajne (2009)
- Kapa, dir. Slobodan Maksimović (2022)

### Courts-métrages
- Skušnjava, dir. Marko Šantić (2006)
- Vučko, dir. Matevž Luzar (2007)
- Osa, dir. Kaja Tokuhisa (2007)
- Palčica, dir. Boris Dolenc (2009)
- Maček Muri, dir. Boris Dolenc e Jernej Žmitek (2013)
- Cipercoper, dir. Boris Dolenc e Jernej Žmitek (2014)